# Pohár mistrů evropských zemí 1965/1966
Sezóna 1965/66 byla 11. ročníkem fotbalového Poháru mistrů evropských zemí. Jejím vítězem se stal španělský klub Real Madrid, který tak získal svůj šestý titul v historii.

## Předkolo
| Domácí v 1. zápase  | Celkem | Hosté v 1. zápase    | 1. zápas | 2. zápas |
| ------------------- | ------ | -------------------- | -------- | -------- |
| Feyenoord           | 2–6    | Real Madrid          | 2–1      | 0–5      |
| 17 Nëntori Tirana   | 0–1    | Kilmarnock FC        | 0–0      | 0–1      |
| Fenerbahçe SK       | 1–5    | RSC Anderlecht       | 0–0      | 1–5      |
| FK Lyn              | 6–8    | Derry City           | 5–3      | 1–5      |
| Panathinaikos       | 4–2    | Sliema Wanderers     | 4–1      | 0–1      |
| Keflavík            | 2–13   | Ferencváros          | 1–4      | 1–9      |
| FC Dinamo București | 7–2    | Boldklubben 1909     | 4–0      | 3–2      |
| HJK                 | 2–9    | Manchester United FC | 2–3      | 0–6      |
| Drumcondra          | 1–3    | Vorwärts Berlin      | 1–0      | 0–3      |
| Stade Dudelange     | 0–18   | Benfica Lisabon      | 0–8      | 0–10     |
| Djurgården          | 2–7    | PFK Levski Sofia     | 2–1      | 0–6      |
| FC Lausanne-Sport   | 0–4    | AC Sparta Praha      | 0–0      | 0–4      |
| LASK Linz           | 2–5    | Górnik Zabrze        | 1–3      | 1–2      |
| APOEL               | 0–10   | SV Werder Bremen     | 0–5      | 0–5      |
| Partizan            | 4–2    | Nantes               | 2–0      | 2–2      |

## První kolo
| Domácí v 1. zápase  | Celkem | Hosté v 1. zápase    | 1. zápas | 2. zápas |
| ------------------- | ------ | -------------------- | -------- | -------- |
| RSC Anderlecht      | 9–0    | Derry City           | 9–0      | (kont.)  |
| Kilmarnock FC       | 3–7    | Real Madrid          | 2–2      | 1–5      |
| FC Dinamo București | 2–3    | Inter Milano         | 2–1      | 0–2      |
| Ferencváros         | 3–1    | Panathinaikos        | 0–0      | 3–1      |
| Sparta Praha        | 5–1    | Górnik Zabrze        | 3–0      | 2–1      |
| Partizan            | 3–1    | SV Werder Bremen     | 3–0      | 0–1      |
| Vorwärts Berlin     | 1–5    | Manchester United FC | 0–2      | 1–3      |
| PFK Levski Sofia    | 4–5    | Benfica Lisabon      | 2–2      | 2–3      |

## Čtvrtfinále
| Domácí v 1. zápase   | Celkem | Hosté v 1. zápase | 1. zápas | 2. zápas |
| -------------------- | ------ | ----------------- | -------- | -------- |
| RSC Anderlecht       | 3–4    | Real Madrid       | 1–0      | 2–4      |
| Inter Milano         | 5–1    | Ferencváros       | 4–0      | 1–1      |
| Sparta Praha         | 4–6    | Partizan          | 4–1      | 0–5      |
| Manchester United FC | 8–3    | Benfica Lisabon   | 3–2      | 5–1      |

## Semifinále
| Domácí v 1. zápase | Celkem | Hosté v 1. zápase    | 1. zápas | 2. zápas |
| ------------------ | ------ | -------------------- | -------- | -------- |
| Real Madrid        | 2–1    | Inter Milano         | 1–0      | 1–1      |
| Partizan           | 2–1    | Manchester United FC | 2–0      | 0–1      |

## Finále
| 11. května 1966                        |        |                     |                                                                        |
| Real Madrid                            | 2 – 1  | Partizan            | Heysel Stadium, Brusel diváci: 46 745 rozhodčí: Rudolf Kreitlein (NSR) |
| Amancio Amaro 70' Francisco Serena 76' | Report | Velibor Vasović 55' | Heysel Stadium, Brusel diváci: 46 745 rozhodčí: Rudolf Kreitlein (NSR) |

## Vítěz
| Pohár mistrů evropských zemí 1965/66 Real Madrid (6. titul) José Araquistan, Pachín, Pedro De Felipe, Manuel Sanchís, Pirri, Ignacio Zoco, Francisco Serena, Amancio Amaro, Ramón Grosso, Manuel Velázquez, Francisco Gento Trenér: Miguel Muñoz |